# Mejit
Mejit è un'isola dell'Oceano Pacifico.  Appartenente alle isole Ratak è amministrativamente una municipalità delle Isole Marshall. Ha una superficie di 1,86 km² e 416 abitanti (1999).

## Popolazione
| Popolazione |      |      |      |      |      |      |  |  |  |
| Anno        | 1958 | 1967 | 1973 | 1980 | 1988 | 1999 |  |  |  |
| Abitanti    | 346  | 320  | 271  | 325  | 445  | 416  |  |  |  |
|             |      |      |      |      |      |      |  |  |  |